# Coptolabrus
Sous-genre
Synonymes
- Coptolabrinus Reitter, 1897
- Eocarabus Semenov, 1898
- Eucoptolabrus Semenov, 1898
- Nesocoptolabrus Vacher de Lapouge, 1931

Coptolabrus est un sous-genre de coléoptères du genre Carabus (sous-famille des Carabinae, famille des Carabidae).

## Liste d'espèces
Selon BioLib (27 décembre 2021) :
- Carabus (Coptolabrus) augustus Bates, 1888
- Carabus (Coptolabrus) elysii Thomson, 1856
- Carabus (Coptolabrus) formosus Semenov, 1887
- Carabus (Coptolabrus) fruhstorferi Roeschke, 1900
- Carabus (Coptolabrus) gemmifer Fairmaire, 1887
- Carabus (Coptolabrus) guerryi Born, 1903
- Carabus (Coptolabrus) ignimitella Bates, 1888
- Carabus (Coptolabrus) ishizukai Deuve & Ohshima, 1989
- Carabus (Coptolabrus) jankowskii Oberthür, 1883
- Carabus (Coptolabrus) kubani Deuve, 1990
- Carabus (Coptolabrus) lafossei Feisthamel, 1845
- Carabus (Coptolabrus) nankotaizanus Kano, 1932
- Carabus (Coptolabrus) principalis Bates, 1889
- Carabus (Coptolabrus) pustulifer Lucas, 1869
- Carabus (Coptolabrus) smaragdinus Fischer, 1823